# Inopeplus biguttatus
Inopeplus biguttatus là một loài bọ cánh cứng trong họ Salpingidae. Loài này được Waterhouse miêu tả khoa học năm 1879.